# Willshire (Ohio)
Pour les articles homonymes, voir Willshire.
Willshire est un village américain situé dans le comté de Van Wert, dans l’Ohio. Selon le recensement de 2010, sa population est de 397 habitants.